# Carnaval de Notting Hill

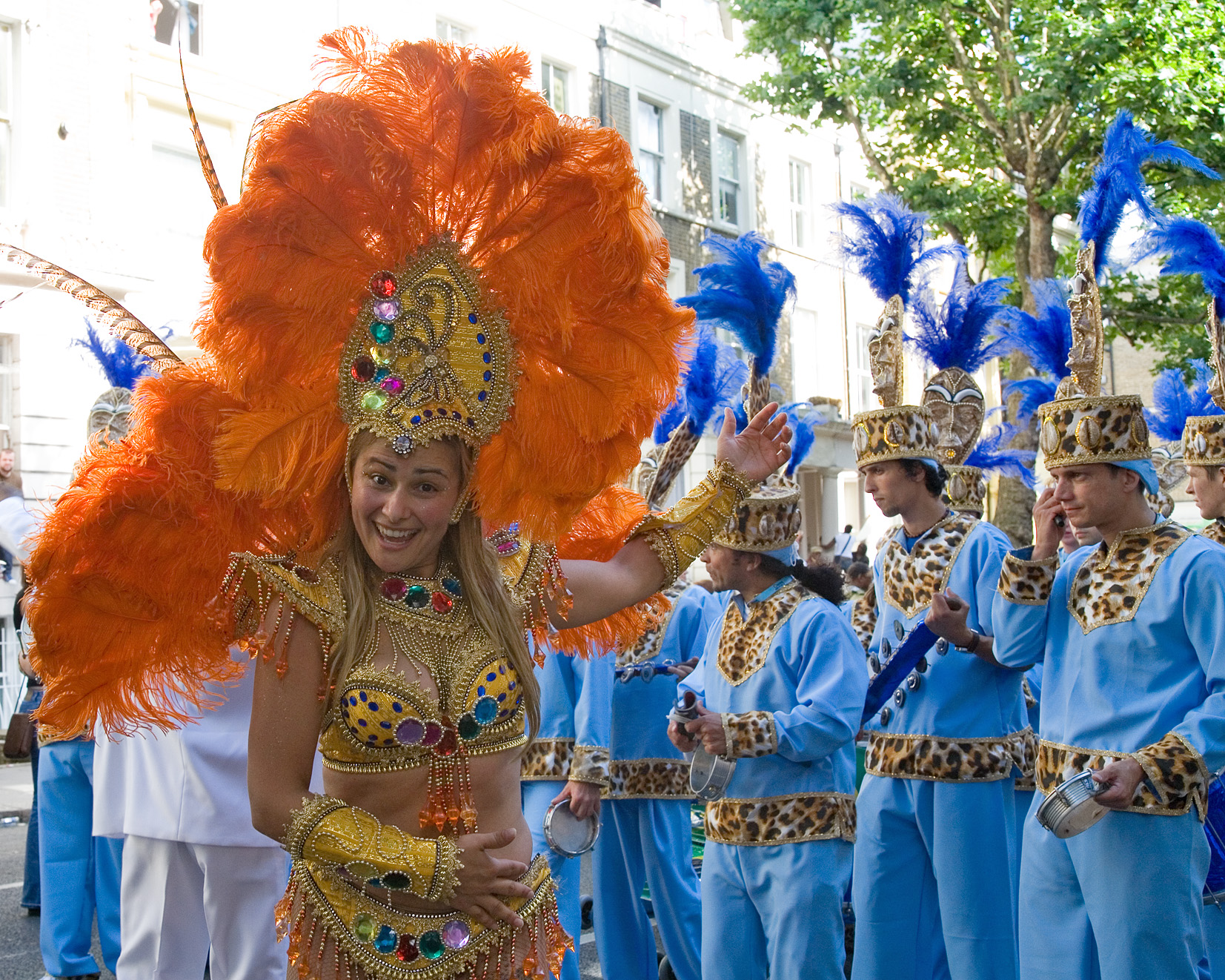
Desfile de Agosto de 2006

O Carnaval de Notting Hill é um evento de carnaval da cidade de Londres, Inglaterra.

## Origens
O Carnaval originou-se como um festival pagão no Egito antigo, que foi posteriormente celebrada pelos gregos e depois os romanos. A festa popular foi adotada pela igreja cristã católico romano na Europa, como o festival de Carne Vale. O festival de Carnaval foi transportado para o Caribe pelos traficantes de escravos europeus. Eles excluiram os escravos africanos do festival e  bailes de máscaras de luxo. Na emancipação dos escravos africanos libertos do Caribe transformou o festival europeu para sempre em uma celebração do fim da escravidão. O festival Carnaval teve uma nova forma cultural derivada de sua própria herança Africano e as novas culturas artísticas crioulas desenvolvidas no Caribe. É o Carnaval Caribe, que é exportado para grandes cidades em todo o mundo.
No início da década de 1960, havia um grande número de imigrantes de Trinidad e Tobago em Londres que, por serem discriminados, decidiram se manifestar de uma maneira pacífica e alegre: pelas ruas do bairro de Notting Hill. Os precursores Rhaune Laslett e Claudia Jones, reconhecida como a “Mãe do Carnaval de Notting Hill”, faziam festas dentro de suas casas. Foi daí que surgiu o Carnaval de Notting Hill. Com o tempo cresceu e ganhou mais imigrantes de outras ilhas caribenhas.

## Escolas de samba

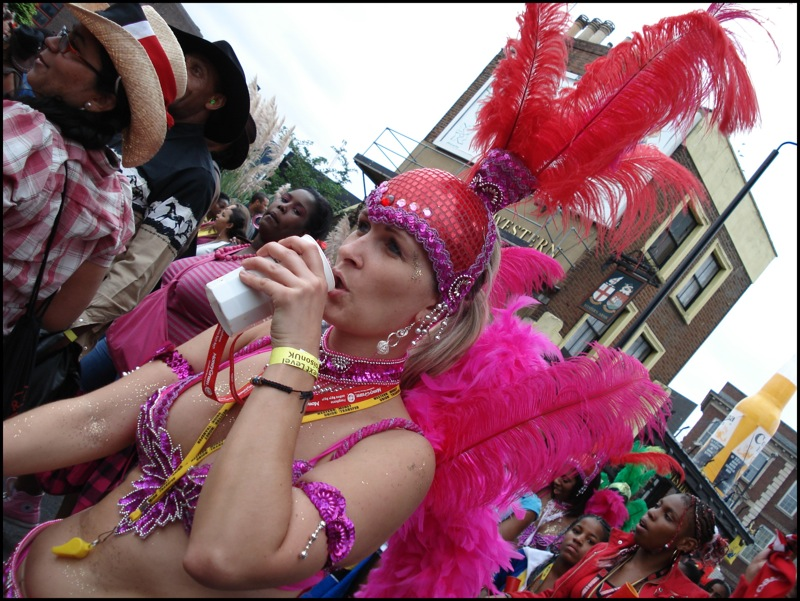
Desfile de Agosto de 2008

As escolas de samba do Carnaval de Notting Hill foram tendo sucesso graças ao Carnaval brasileiro, precisamente o Carnaval do Rio de Janeiro, entre elas estão a London School of Samba, a primeira escola de samba de Londres, que foi fundada no ano de 1984; a Quilombo do Samba e a Paraíso School of Samba.
A Paraíso School é a escola de samba que traz grandes artistas e intérpretes, celebridades no Carnaval do Rio de Janeiro, como Dominguinhos do Estácio, Bruno Ribas e Mestre Esteves, entre outros. já a Quilombo teve como carnavalesco Cahê Rodrigues.

## Galerias

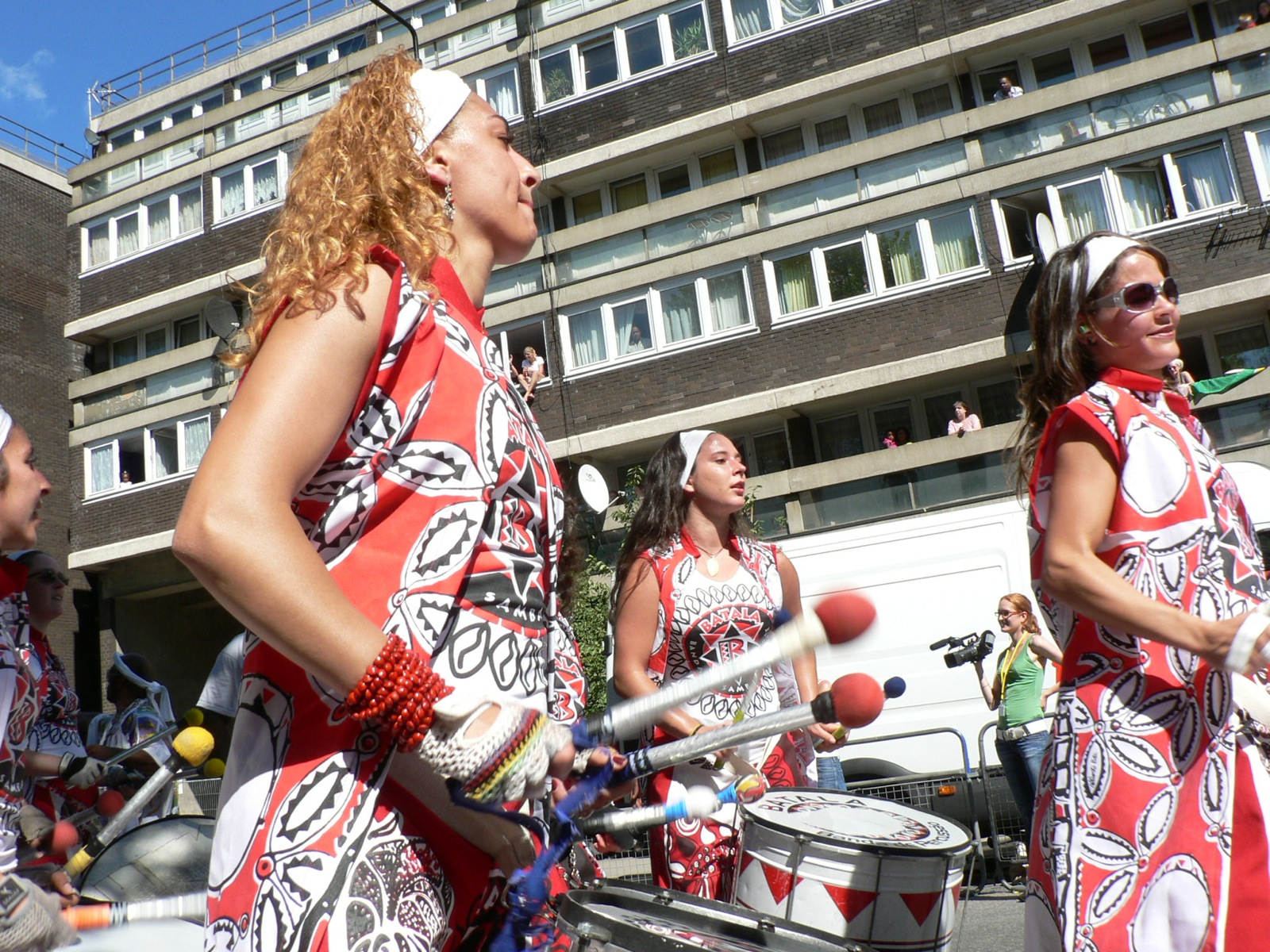
Notting Hill carnaval (2005)
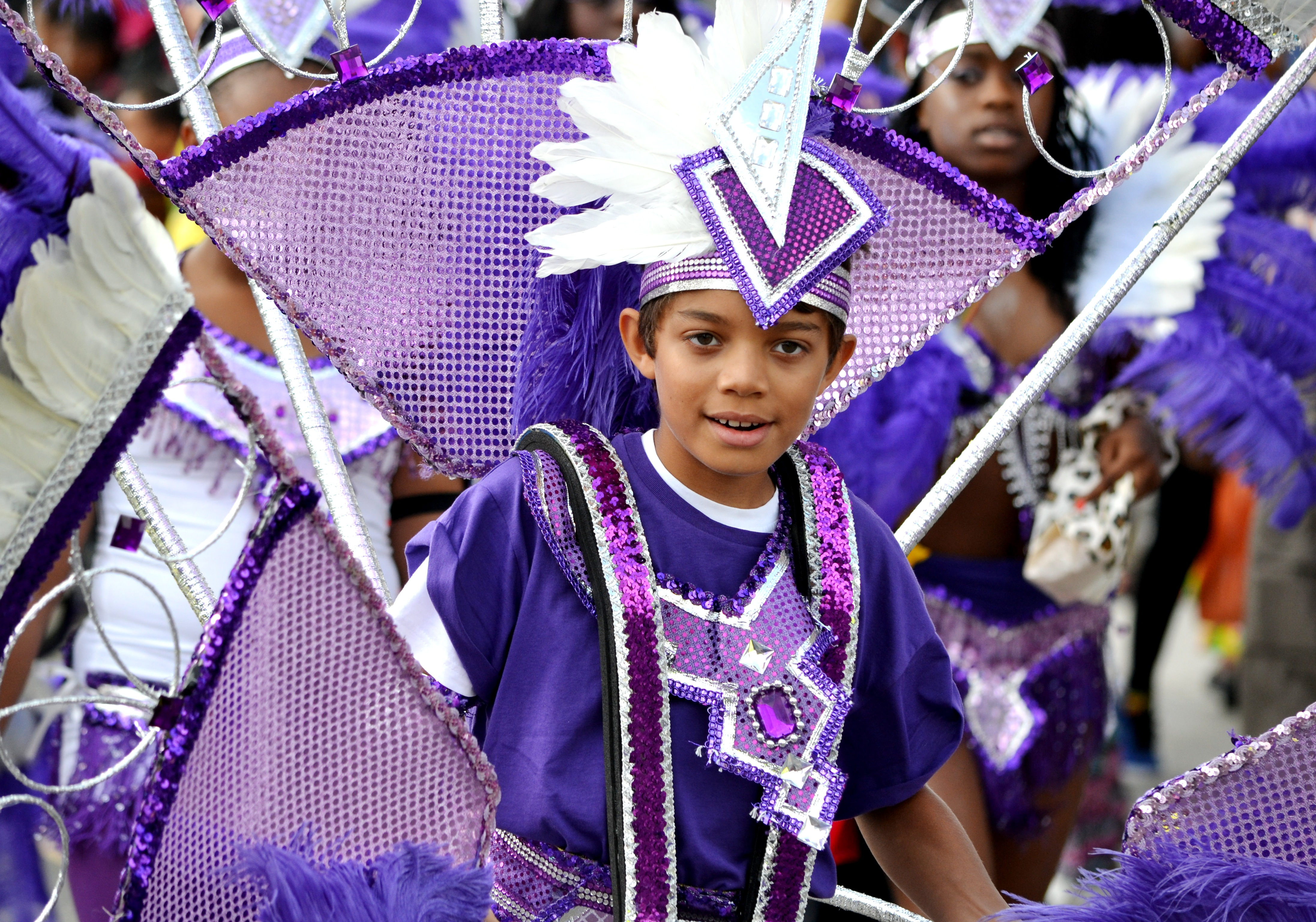
Notting Hill carnaval (2013)
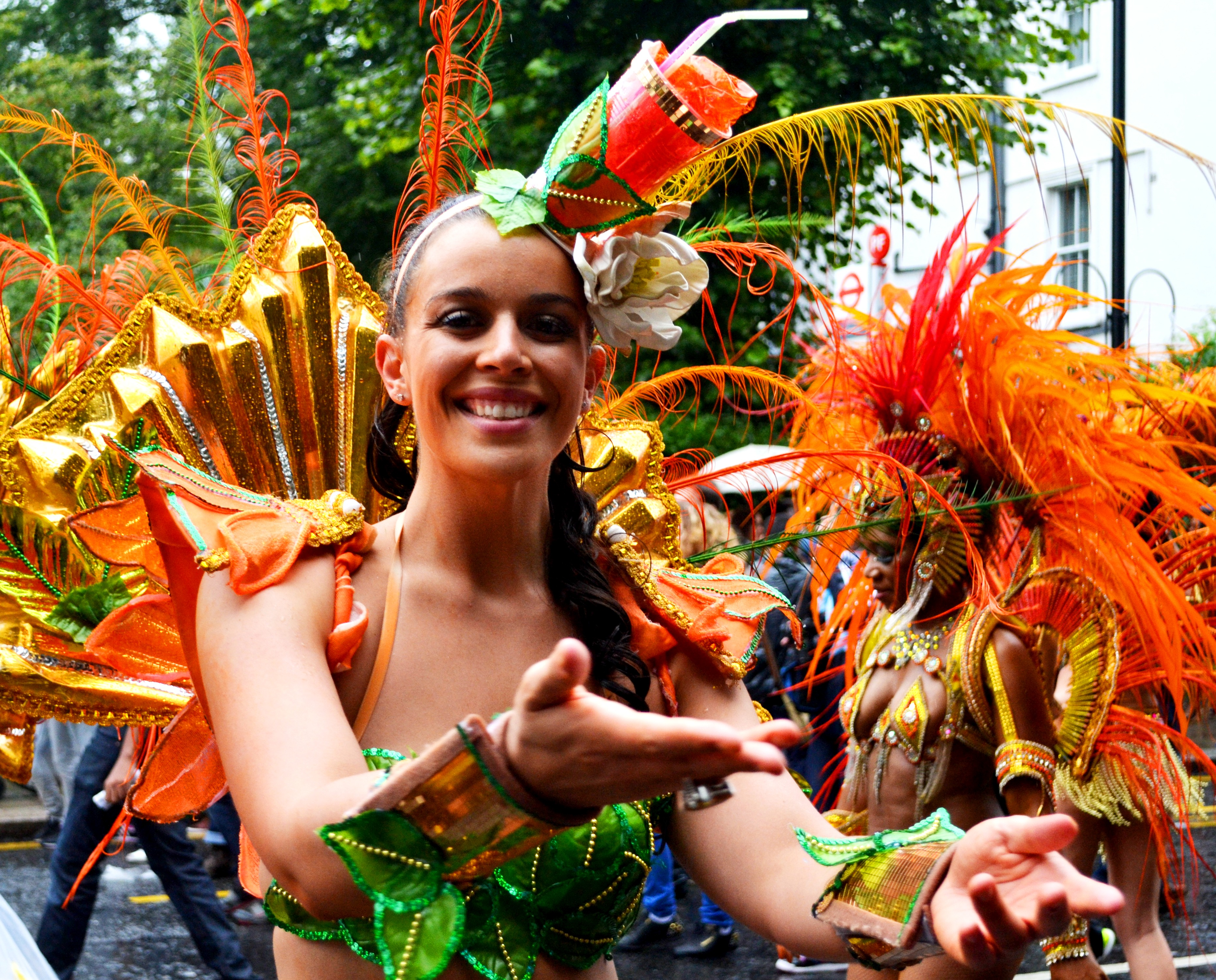
Notting Hill carnaval (2014)
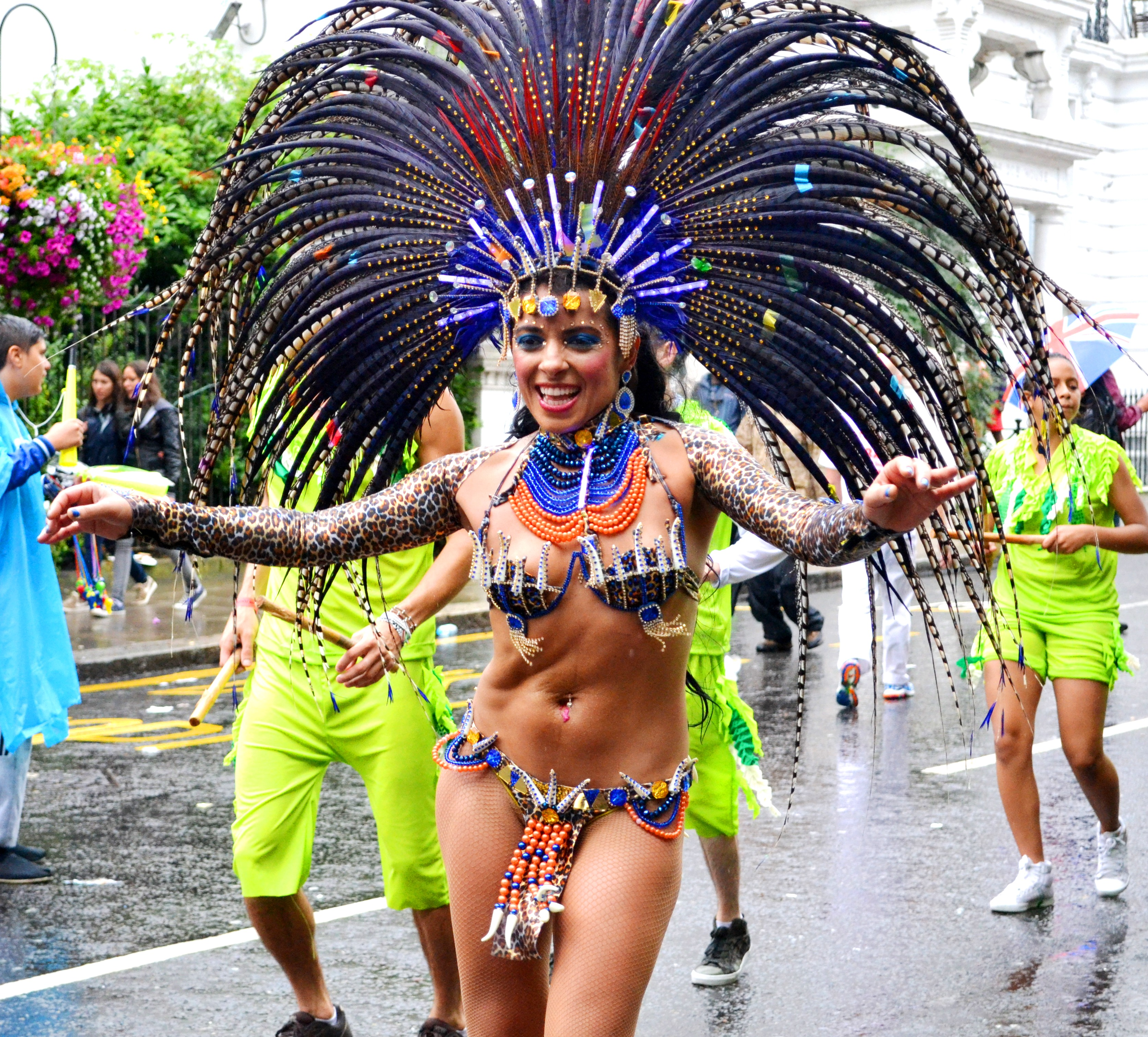
Notting Hill carnaval (2014)
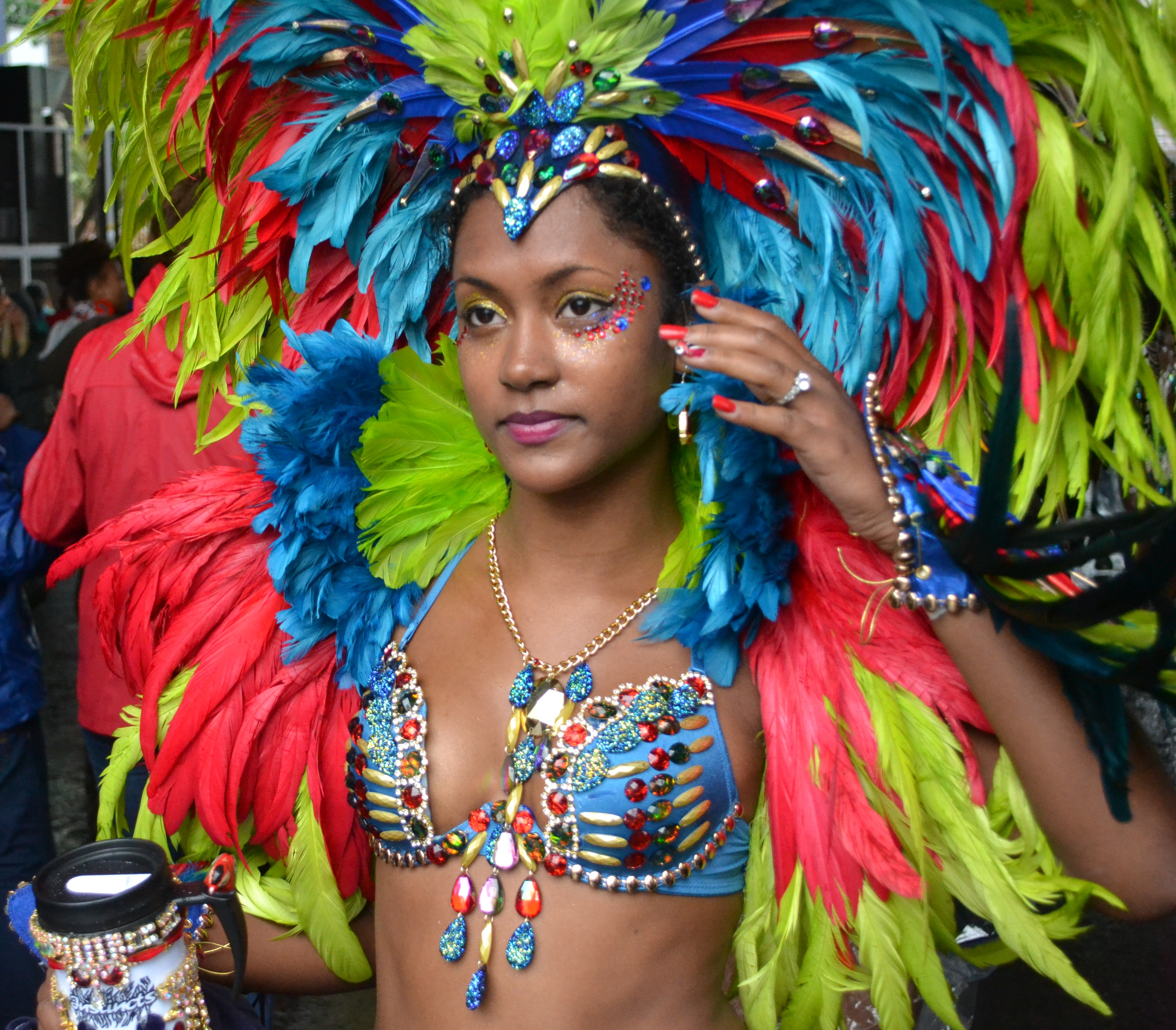
Notting Hill carnaval (2014)
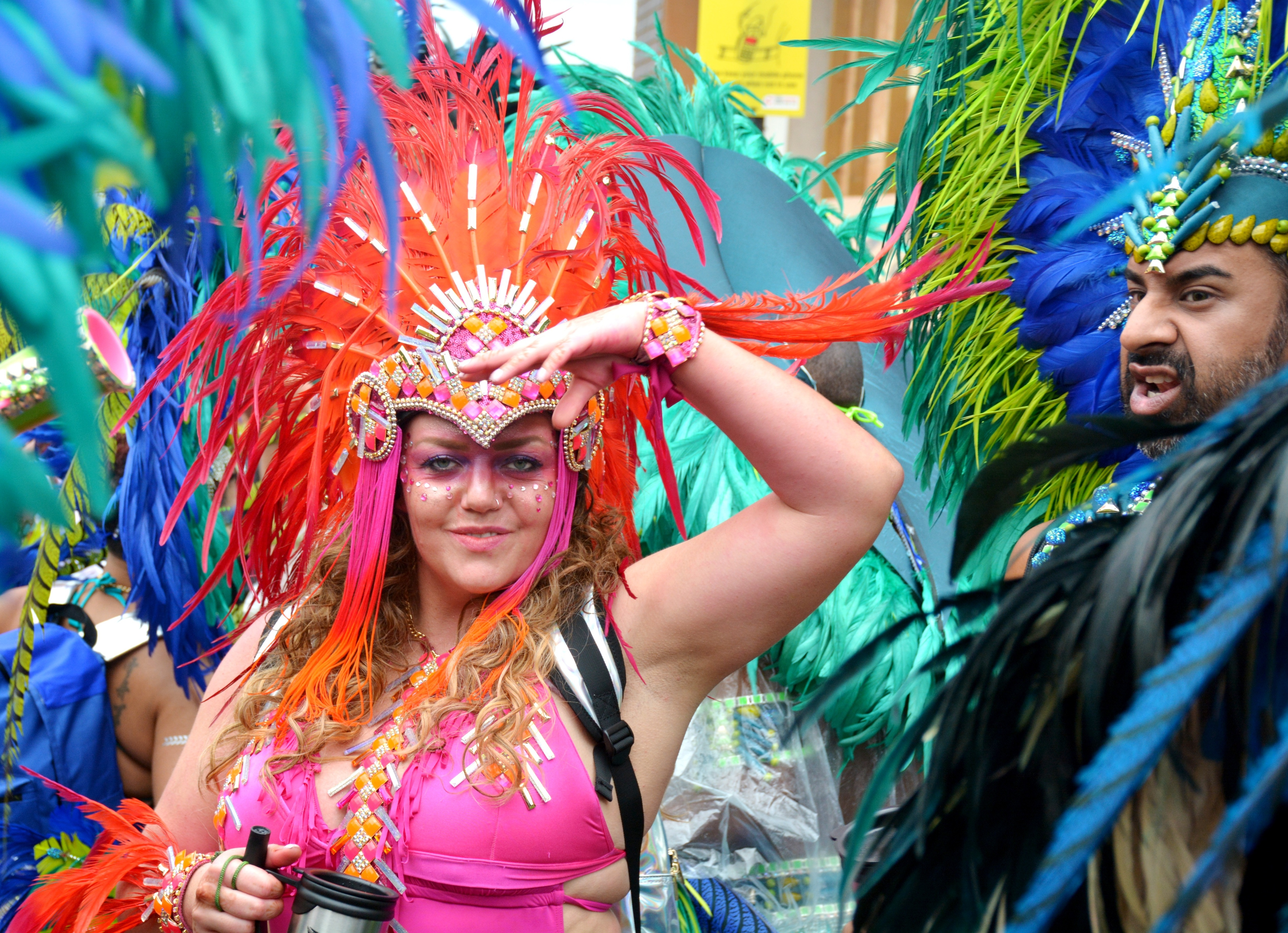
Notting Hill carnaval (2015)
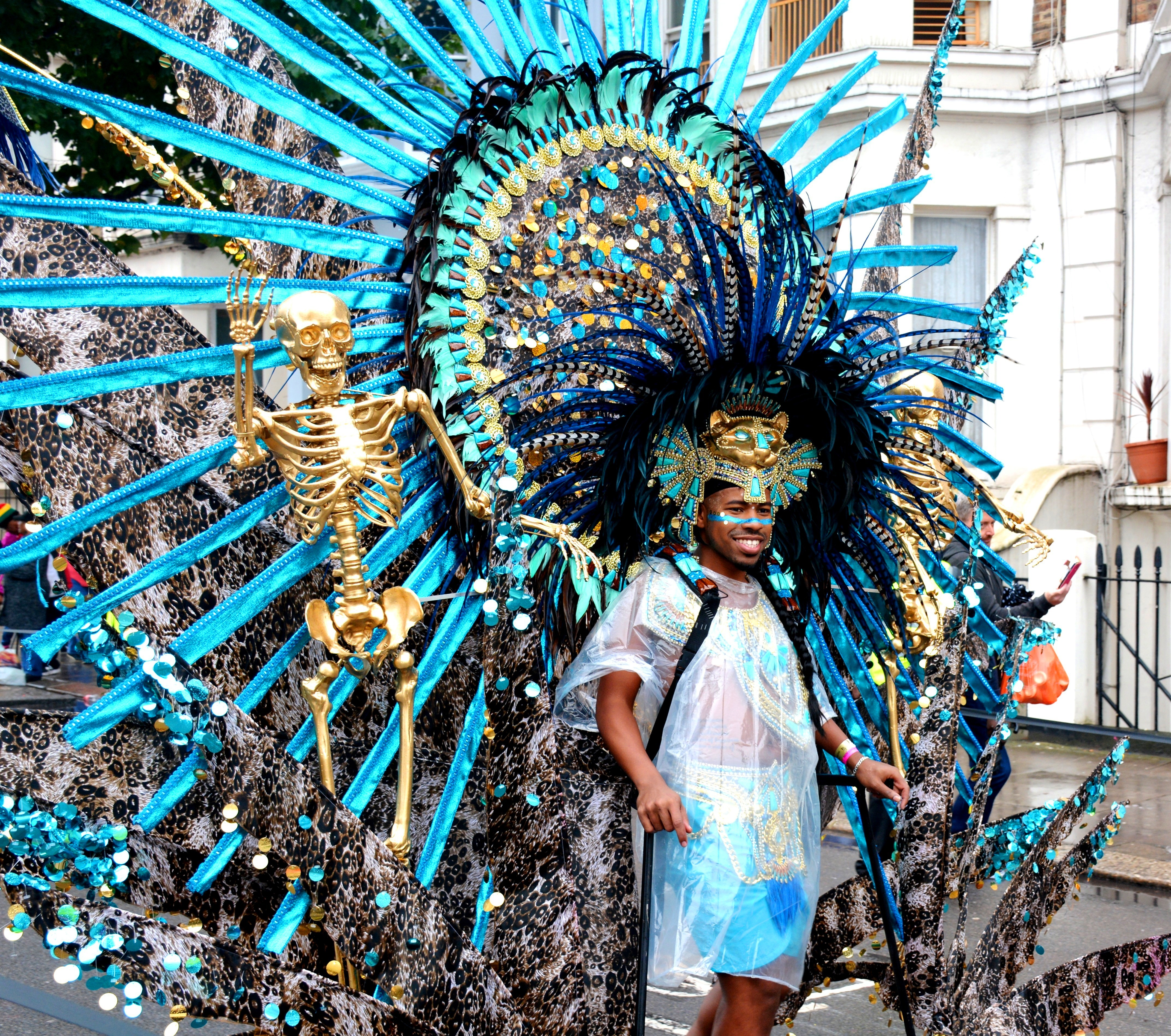
Notting Hill carnaval (2015)
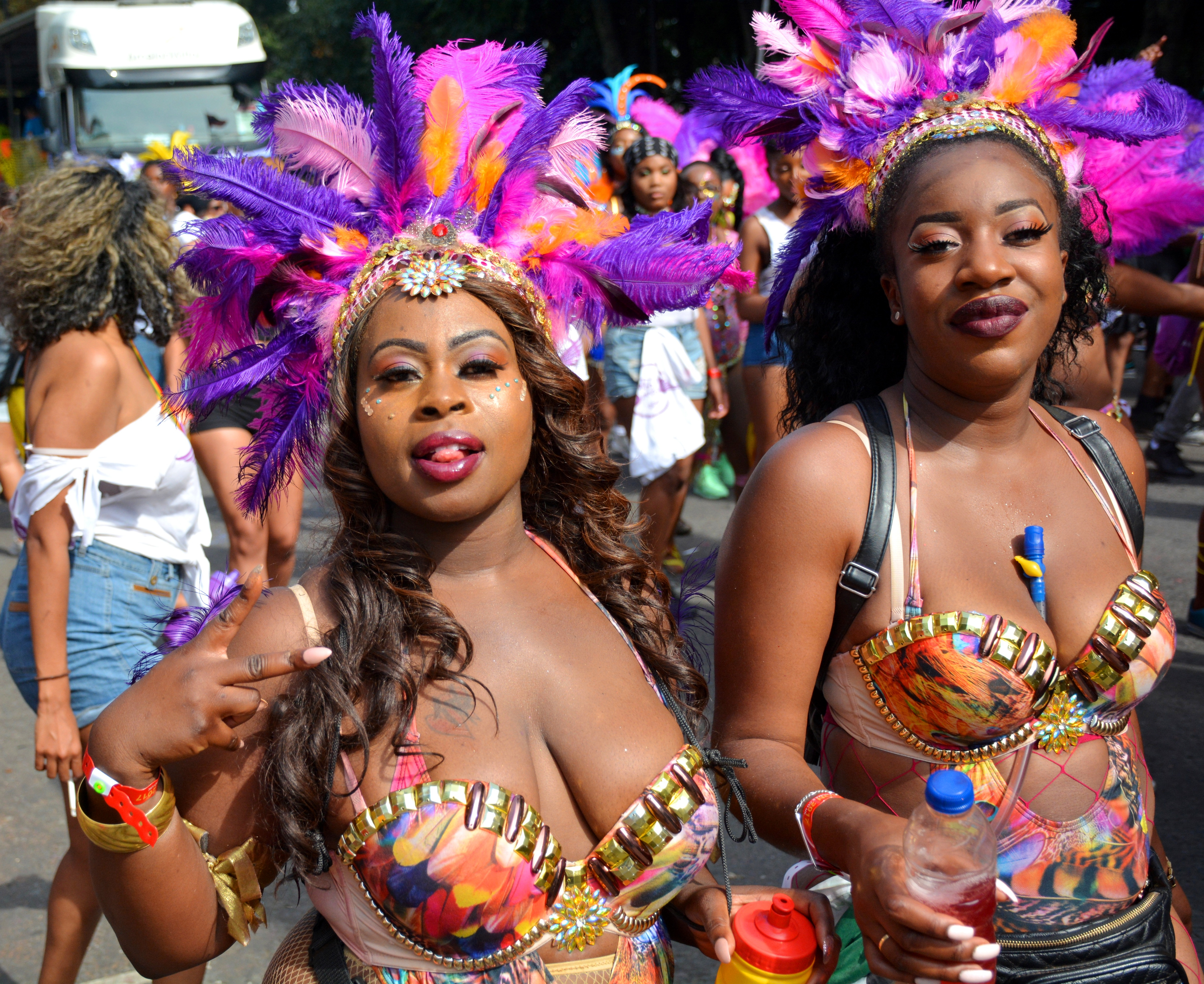
Notting Hill Carnival (2017)
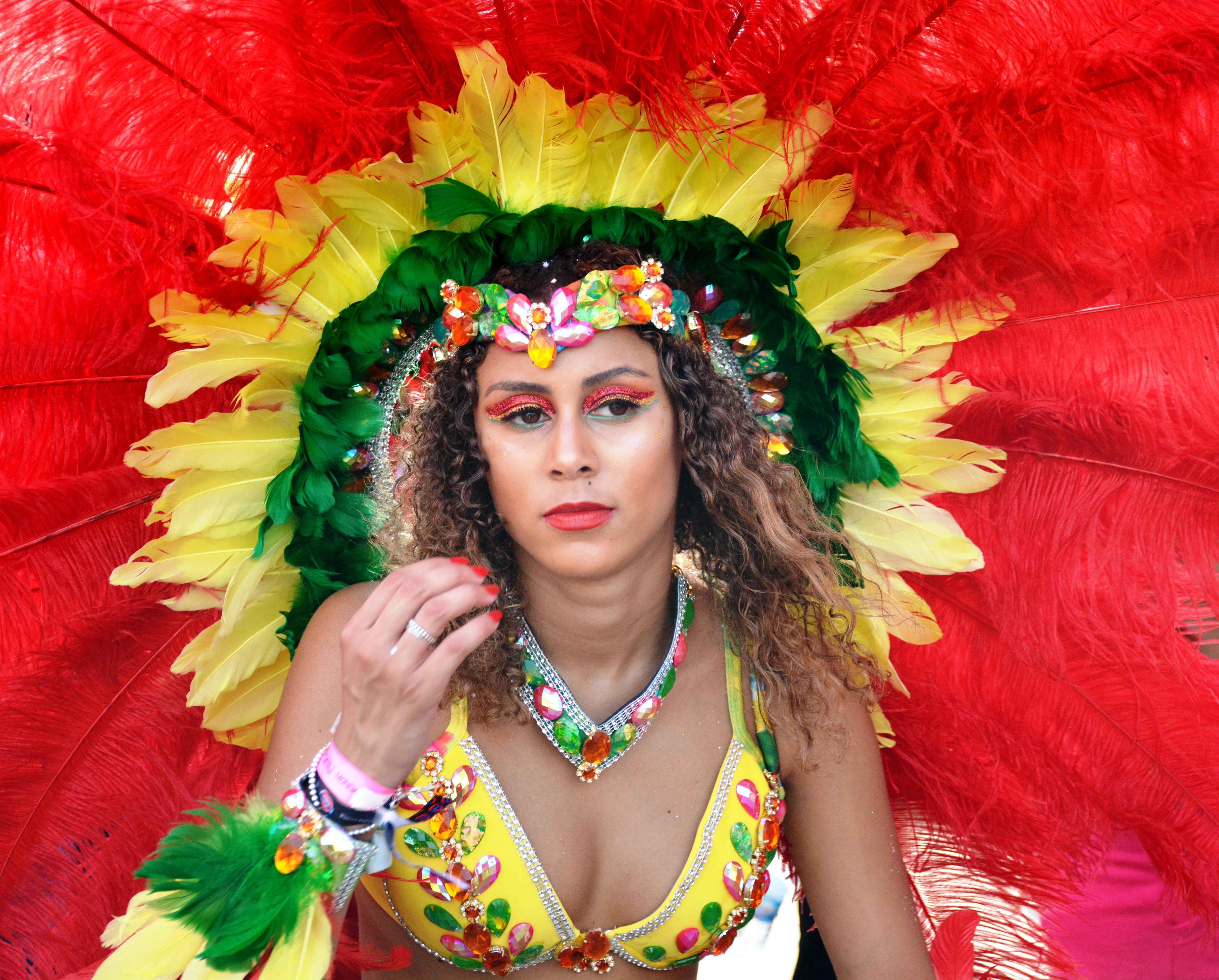
Notting Hill Carnival (2017)